# Protophormia
Protophormia is een geslacht van insecten uit de familie van de Bromvliegen (Calliphoridae), die tot de orde tweevleugeligen (Diptera) behoort.

## Soorten
- P. atriceps (Zetterstedt, 1845)
- P. terraenovae (Robineau-Desvoidy, 1830)